# Повампирени Мајлс
Повампирени Мајлс (енгл. Sleeper) или Спавач је научнофантастична филмска комедија из 1973. године, у режији Вудија Алена, који је заједно са Маршалом Брикманом написао сценарио.
Пародирајући дистопијску будућност Сједињених Држава 2173. године, филм укључује незгоде власника продавнице здраве хране који је криогенски замрзнут 1973. и одмрзнут 200 година касније у невешто вођеној полицијској држави. Савремена политика и поп култура се сатиризује кроз филм, који укључује почаст класичној комедији Бастера Китона, Харолда Лојда и Чарлија Чаплина. Многим елементима запажених дела научне фантастике такође одаје признање или пародирање.

## Радња
Мајлс Монро, човек састављен од највише мана, отишао је у болницу на једноставну операцију 1973. и пробудио се 200 година касније. Испоставило се да је све ово време држан у криогеној комори, а сада су га тајно одмрзли револуционарни научници, пошто је једини у друштву будућности који није на евиденцији. У ствари, једноставно не постоји. Али научници су направили погрешан избор, одмрзнувши овог малог човека са наочарима, он је у своје време био будала, а сада, потпуно неоријентисан у друштву будућности, где влада подмукли диктатор, полиција, где нема љубави, везе где се једе само вештачки узгајано поврће, он постаје једноставно чудовиште уништења! Једино коме може да верује је прелепа Луна у коју се без сећања заљубио.